# 三角湧隘勇線
三角湧隘勇線啟於1899年。是台灣日治時期之台灣總督府專門圍堵台灣三角湧山區一帶原住民的防衛線制度。

## 簡介
隘勇的防衛制度乃將原住民居住的山地區域與其附近山腰或平地，做一明顯的界線切割。而利用鐵絲，木牆，哨站所延伸或拓展的防衛線就叫做隘勇線。
光緒12年(1886)4月，劉銘傳奏設撫墾大臣由巡撫兼任，於大嵙崁設撫墾總局，以全臺山區分三路，北臺屬於北路，於屈尺、三角湧、雙溪口等三處撫墾分局。
至於三角湧隘勇線有兩條支線。其一在十六寮附近，分布延伸約為：台北十六寮南方－十三天添－金山面－附近。總的來說，配置40位官方隘勇人員的此條隘勇線主要目的在保護十六寮附近所設置政府軍事據點及該山地地區附近的平地民居。
除了十六寮附近之外，三角湧隘勇線的另一分布範圍則位於大崁科附近。大約區域則是在大崁科內山水流東－卡那比拉社－呵文社－圭費社－奇那道社－阿姆坪－舊柑坪－石門－十寮，面積達30平方公里以上。而大崁科這條隘勇線，配置高達180名官方隘勇人員，主要目的則單純是為了專賣局砍伐樟樹與煉製樟腦。